# 기즈가와역
기즈가와역(일본어: 木津川駅, きづがわえき)은 일본 오사카부 오사카시 니시나리구에 있는 난카이 전기철도 고야 선(시오미바시 선)의 역이다. 역 번호는 NK06-3이다.

## 역 구조
섬식 승강장 1면 2선의 지상역이다. 역사는 선로의 서쪽에 있고, 역사와 승강장은 시오미바시 방향의 구내 건널목에서 연결된다. 구내에 화물용 측선이 2개 존재하고, 현재는 역에 인접한 건널목과 본선 합류부의 2곳에서 선로가 끊겨 있다. 원격 관리를 받은 무인역이다. 화장실은 개찰 내에 있는 남녀 공용의 수세식 화장실이다. 또한, 승강장 번호는 설정되지 않았다.

### 승강장
| 역사측 | 고야 선(시오미바시 선 상행) | 시오미바시 행       |
| 반대측 | 고야 선(시오미바시 선 하행) | 기시노사토다마데 행 |

## 역 주변
역 주변에는 공장이 많아 역전은 정비되지 않은 편이다. 선로의 동쪽에는 주택과 공원이 있다.
- 니시나리 기타쓰모리 우체국
- 오사카 시립 기타쓰모리 초등 학교
- 리버티 오사카
- 기타쓰모리히가시 공원
- 시라키 신사
- 오사카 인권 박물관
- 오사카 부 병원 협회 간호 전문학교
- 한신 고속 15호 사카이 선

## 역사
- 1900년 9월 3일: 고야 철도의 도톤보리(현, 시오미바시) ~ 오쇼지(현, 사카이히가시) 구간 연장과 동시에 영업 개시.
- 1907년 11월 15일: 회사 합병에 의하여 고야 등산 철도 역이 됨.
- 1915년 4월 30일: 회사명 변경에 의하여 오사카 고야철도 역이 됨.
- 1922년 9월 6일: 회사 합병으로 난카이 철도 역이 됨.
- 1940년 9월 1일: 신역사 사용 개시[1].
- 1944년 6월 1일: 회사 합병으로 긴키 닛폰 철도의 역이 됨.
- 1947년 6월 1일: 노선 양도로 인하여 난카이 전기철도의 역이 됨.

## 인접역
| 난카이 전기철도 고야 선(시오미바시 선) | 난카이 전기철도 고야 선(시오미바시 선) | 난카이 전기철도 고야 선(시오미바시 선) |
| -------------------------------------- | -------------------------------------- | -------------------------------------- |
| NK06-4 아시하라초 시오미바시 방면      |                                        | 쓰모리 NK06-2 기시노사토다마데 방면    |